# Lok-Sabha-Wahlkreis Chennai North
Der Lok-Sabha-Wahlkreis Chennai North (bis 2004 Madras North) ist ein Wahlkreis bei den Wahlen zur Lok Sabha, dem Unterhaus des indischen Parlaments. Er liegt im Bundesstaat Tamil Nadu, besteht seit 1957 und umfasst den Nordteil der Metropole Chennai (Madras).
Bei der letzten Wahl zur Lok Sabha waren 1.016.663 Einwohner wahlberechtigt.

## Letzte Wahl
Die Wahl zur Lok Sabha 2014 hatte folgendes Ergebnis:
| Kandidat              | Partei                | Stimmen |
| --------------------- | --------------------- | ------- |
| T. G. Venkatesh Babu  | AIADMK                | 44,7 %  |
| R. Girirajan          | DMK                   | 33,7 %  |
| M. Soundarapandian    | DMDK                  | 9,6 %   |
| Biju Chacko           | INC                   | 2,7 %   |
| U. Vasuki             | CPI                   | 2,6 %   |
| M. Nijam Mohaideen    | SDPI                  | 1,6 %   |
| Sonstige              | Sonstige              | 3,2 %   |
| Keiner der Kandidaten | Keiner der Kandidaten | 1,9 %   |

## Wahl 2009
Die Wahl zur Lok Sabha 2009 hatte folgendes Ergebnis:
| Kandidat               | Partei   | Stimmen |
| ---------------------- | -------- | ------- |
| T. K. S. Elangovan     | DMK      | 42,6 %  |
| D. Pandian             | CPI      | 39,7 %  |
| V. Yuvaraj             | DMDK     | 10,1 %  |
| Tamilisaisoundararajan | BJP      | 3,5 %   |
| Sonstige               | Sonstige | 4,1 %   |

## Bisherige Abgeordnete
| Wahl | Name                    | Partei | Stimmen |
| ---- | ----------------------- | ------ | ------- |
| 1957 | S. C. C. Anthony Pillai | Unabh. | 37,7 %  |
| 1962 | P. Srinivasan           | INC    | 48,7 %  |
| 1967 | Royapuram Manoharan     | DMK    | 56,3 %  |
| 1971 | A. V. P. Asaithambi     | DMK    | 54,3 %  |
| 1977 | G. Lakshmanan           | DMK    | 57,3 %  |
| 1980 | G. Lakshmanan           | DMK    | 57,3 %  |
| 1984 | N. V. N. Somu           | DMK    | 52,2 %  |
| 1989 | D. Pandian              | INC    | 54,8 %  |
| 1991 | D. Pandian              | INC    | 54,6 %  |
| 1996 | N. V. N. Somu           | DMK    | 66,1 %  |
| 1998 | C. Kuppusami            | DMK    | 47,1 %  |
| 1999 | C. Kuppusami            | DMK    | 53,6 %  |
| 2004 | C. Kuppusami            | DMK    | 62,2 %  |
| 2009 | T. K. S. Elangovan      | DMK    | 42,6 %  |
| 2014 | T. G. Venkatesh Babu    | AIADMK | 44,7 %  |

## Wahlkreisgeschichte

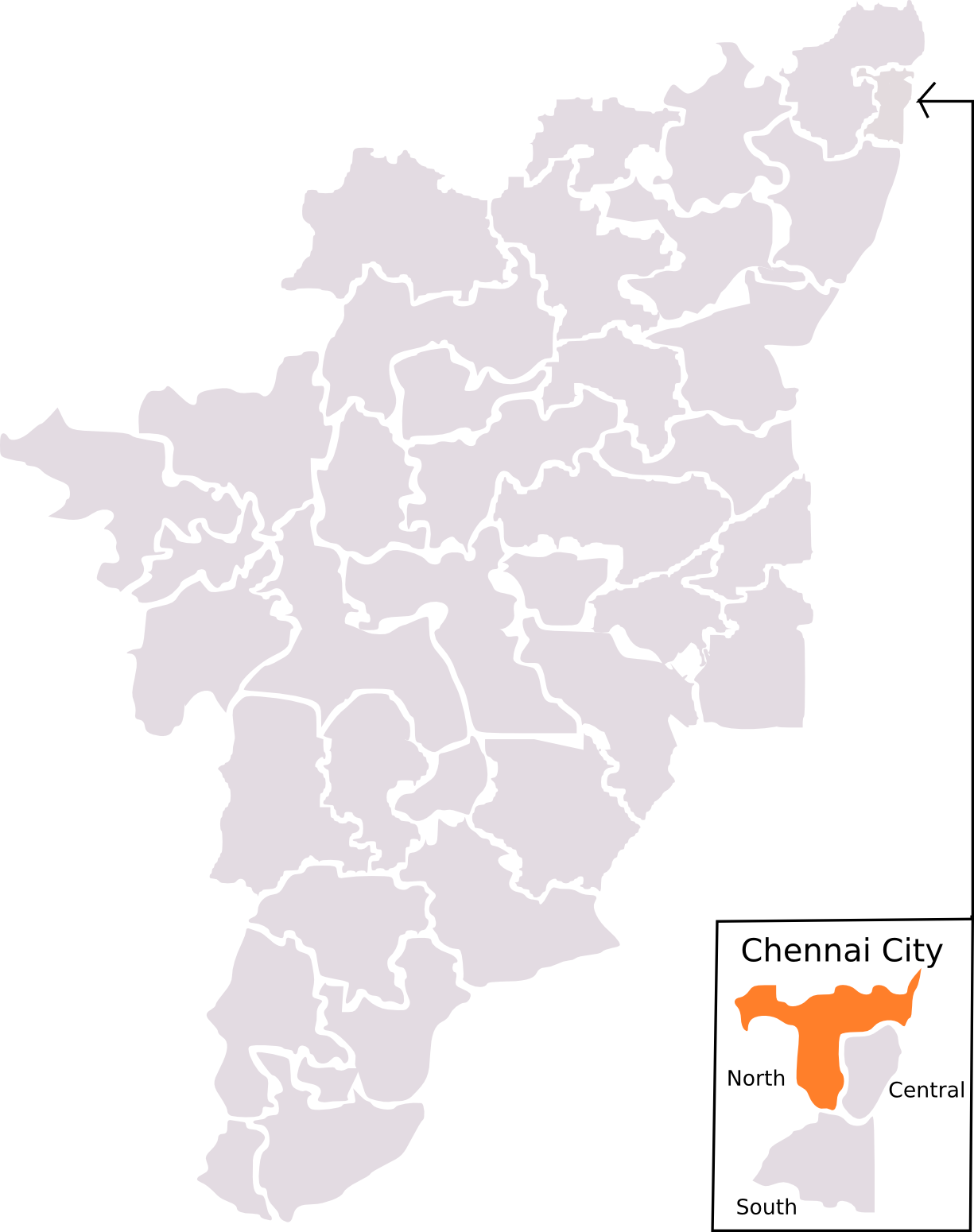
Der Wahlkreis Madras North von 1971 bis 2004

Der Wahlkreis Madras North entstand zur Lok-Sabha-Wahl 1957 als der vormalige Wahlkreis Madras in die Wahlkreise Madras North und Madras South geteilt wurde. Zur Lok-Sabha-Wahl 1977 entstand aus Teilen der Wahlkreise Madras North und Madras South der neue Madras Central. Im Zuge der Neuordnung der Wahlkreise im Vorfeld der Lok-Sabha-Wahl 2009 wurde der Zuschnitt des Wahlkreises Madras North geändert. Gleichzeitig wurde er in Chennai North umbenannt.